# Voorst (gemeente)

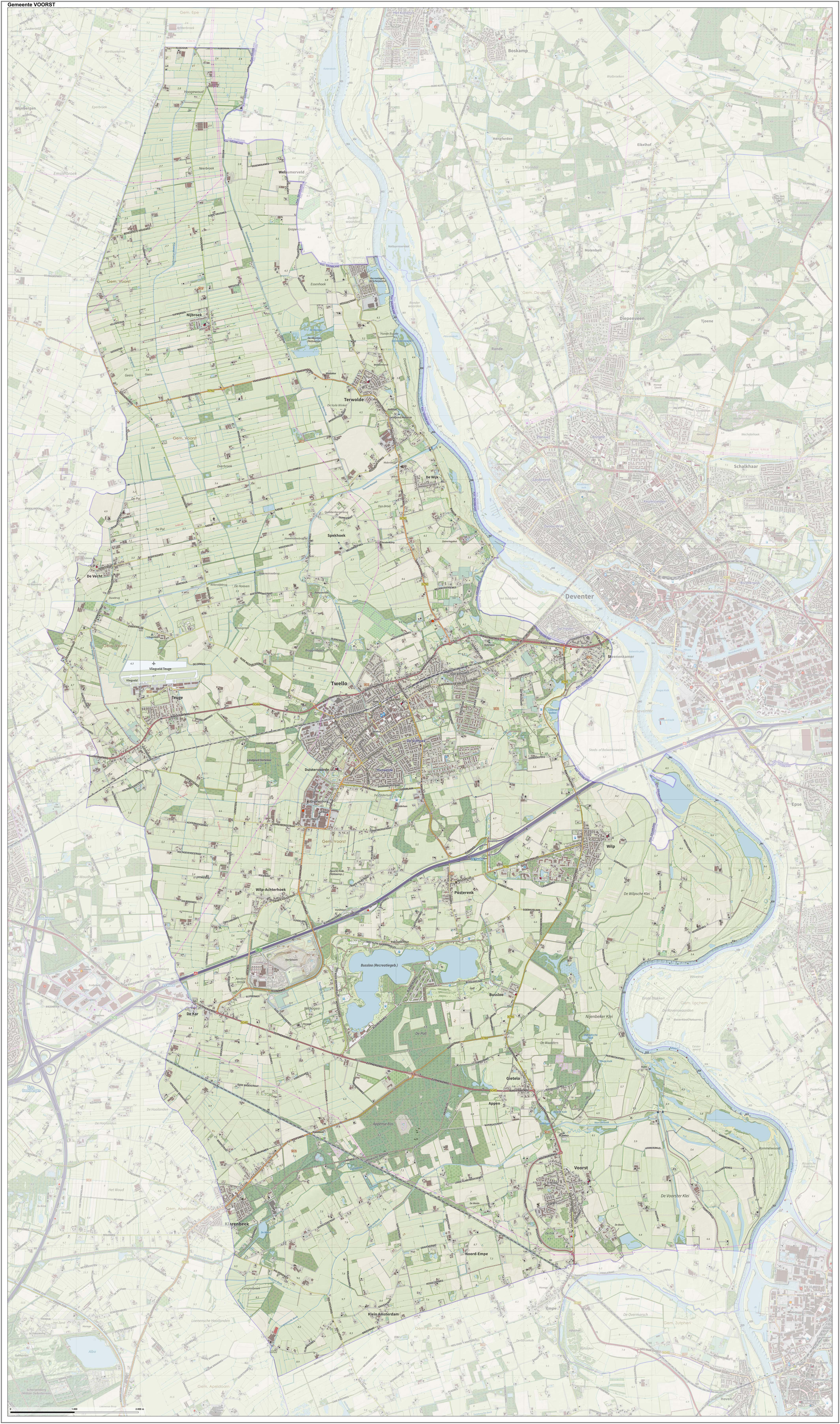
Topografische gemeentekaart van Voorst, september 2022

Voorst (uitspraakⓘ) is een gemeente in de provincie Gelderland. De gemeente telt 25.383 inwoners (1 januari 2024, bron: CBS) en heeft een oppervlakte van 126,52 km².

## Geschiedenis
Op 1 januari 1812 werden Twello en Wilp als twee zelfstandige gemeenten afgesplitst van Voorst. Op 1 januari 1818 werden de gemeenten Nijbroek, Twello en Wilp opgeheven en bij Voorst gevoegd.

## Kernen
Appen, Bussloo, De Kar, De Vecht, De Wijk, Duistervoorde, Gietelo, Hofje, Klarenbeek (gedeeltelijk), Klein Amsterdam, Nijbroek, Posterenk, Spekhoek, Steenenkamer, Terwolde, Teuge, Twello (gemeentehuis), Voorst, Wilp en Wilp-Achterhoek.

## Gemeenteraad
De gemeenteraad van Voorst bestaat uit 19 zetels. Hieronder de behaalde zetels per partij bij de gemeenteraadsverkiezingen sinds 1982:
| Gemeenteraadszetels      | Gemeenteraadszetels | Gemeenteraadszetels | Gemeenteraadszetels | Gemeenteraadszetels | Gemeenteraadszetels | Gemeenteraadszetels | Gemeenteraadszetels | Gemeenteraadszetels | Gemeenteraadszetels | Gemeenteraadszetels | Gemeenteraadszetels |
| Partij                   | 1982                | 1986                | 1990                | 1994                | 1998                | 2002                | 2006                | 2010                | 2014                | 2018                | 2022                |
| ------------------------ | ------------------- | ------------------- | ------------------- | ------------------- | ------------------- | ------------------- | ------------------- | ------------------- | ------------------- | ------------------- | ------------------- |
| Gemeente Belangen Voorst | 3                   | 3                   | 4                   | 5                   | 4                   | 4                   | 3                   | 4                   | 7                   | 9                   | 5                   |
| VVD-Liberaal 2000        | -                   | -                   | -                   | -                   | -                   | -                   | -                   | -                   | -                   | 4                   | 3                   |
| CDA                      | 8                   | 8                   | 8                   | 7                   | 5                   | 5                   | 4                   | 5                   | 4                   | 2                   | 3                   |
| GroenLinks-PvdA          | -                   | -                   | -                   | -                   | -                   | 4                   | 6                   | 4                   | 2                   | 2                   | 3                   |
| VoortvArend Voorst       | -                   | -                   | -                   | -                   | -                   | -                   | -                   | -                   | -                   | 1                   | 3                   |
| D66                      | -                   | -                   | -                   | 1                   | 1                   | -                   | -                   | 1                   | 2                   | 1                   | 1                   |
| SGP                      | -                   | -                   | -                   | -                   | -                   | -                   | -                   | -                   | -                   | -                   | 1                   |
| Liberaal 2000            | -                   | -                   | -                   | -                   | -                   | 3                   | 4                   | 3                   | 2                   | -                   | -                   |
| VVD                      | 4                   | 3                   | 3                   | 3                   | 5                   | 3                   | 2                   | 2                   | 2                   | -                   | -                   |
| PvdA                     | 4                   | 5                   | 4                   | 3                   | 4                   | -                   | -                   | -                   | -                   | -                   | -                   |
| Totaal                   | 19                  | 19                  | 19                  | 19                  | 19                  | 19                  | 19                  | 19                  | 19                  | 19                  | 19                  |

## Cultuur

### Monumenten
In de gemeente is er een aantal rijksmonumenten en oorlogsmonumenten, zie:
- Lijst van rijksmonumenten in Voorst (gemeente)
- Lijst van gemeentelijke monumenten in Voorst (gemeente)
- Lijst van oorlogsmonumenten in Voorst

### Kunst in de openbare ruimte
In de gemeente zijn diverse beelden, sculpturen en objecten geplaatst in de openbare ruimte, zie:
- Lijst van beelden in Voorst

## Zie ook

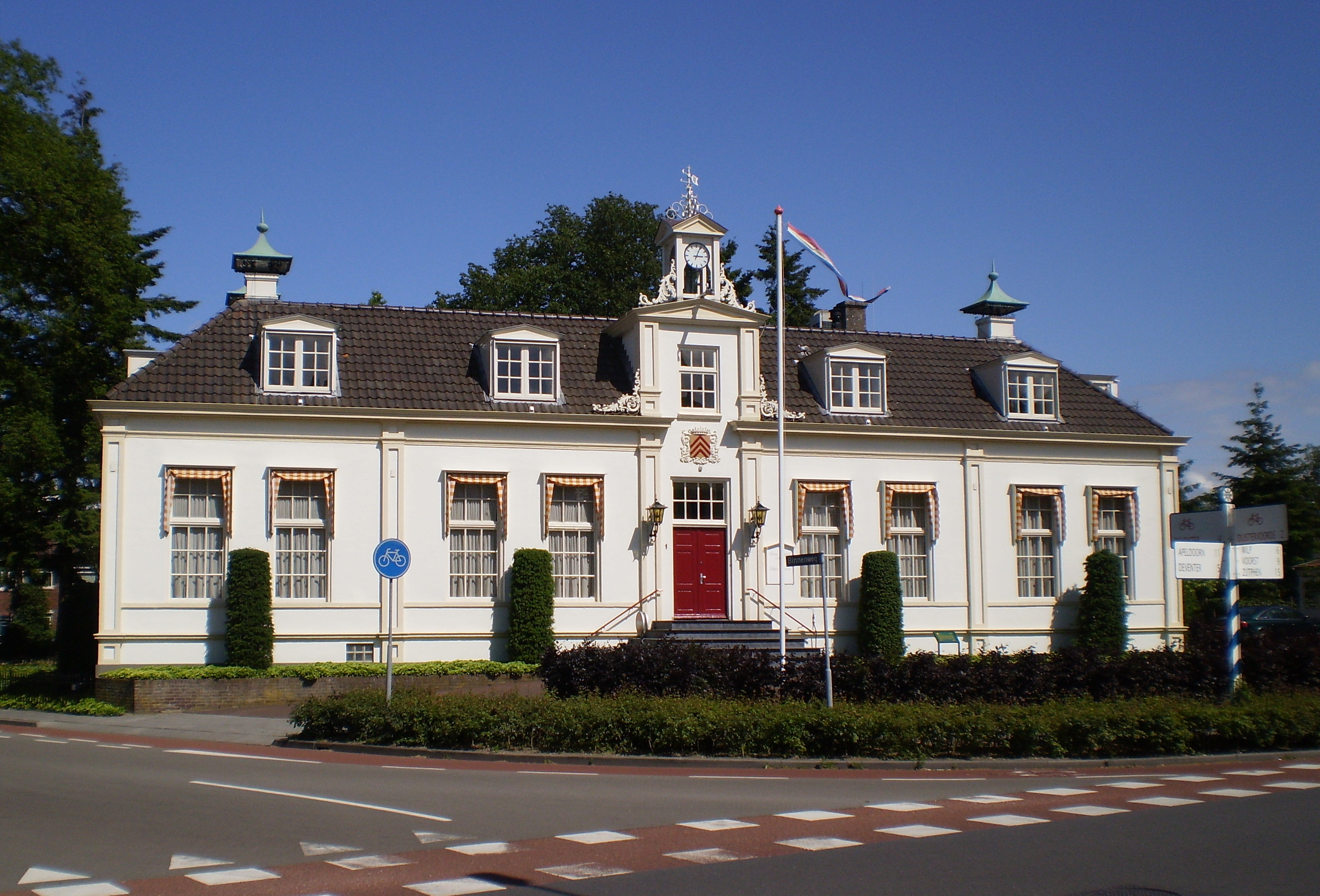
Oude gemeentehuis van Voorst in Twello, in gebruik van 1859 tot 1982

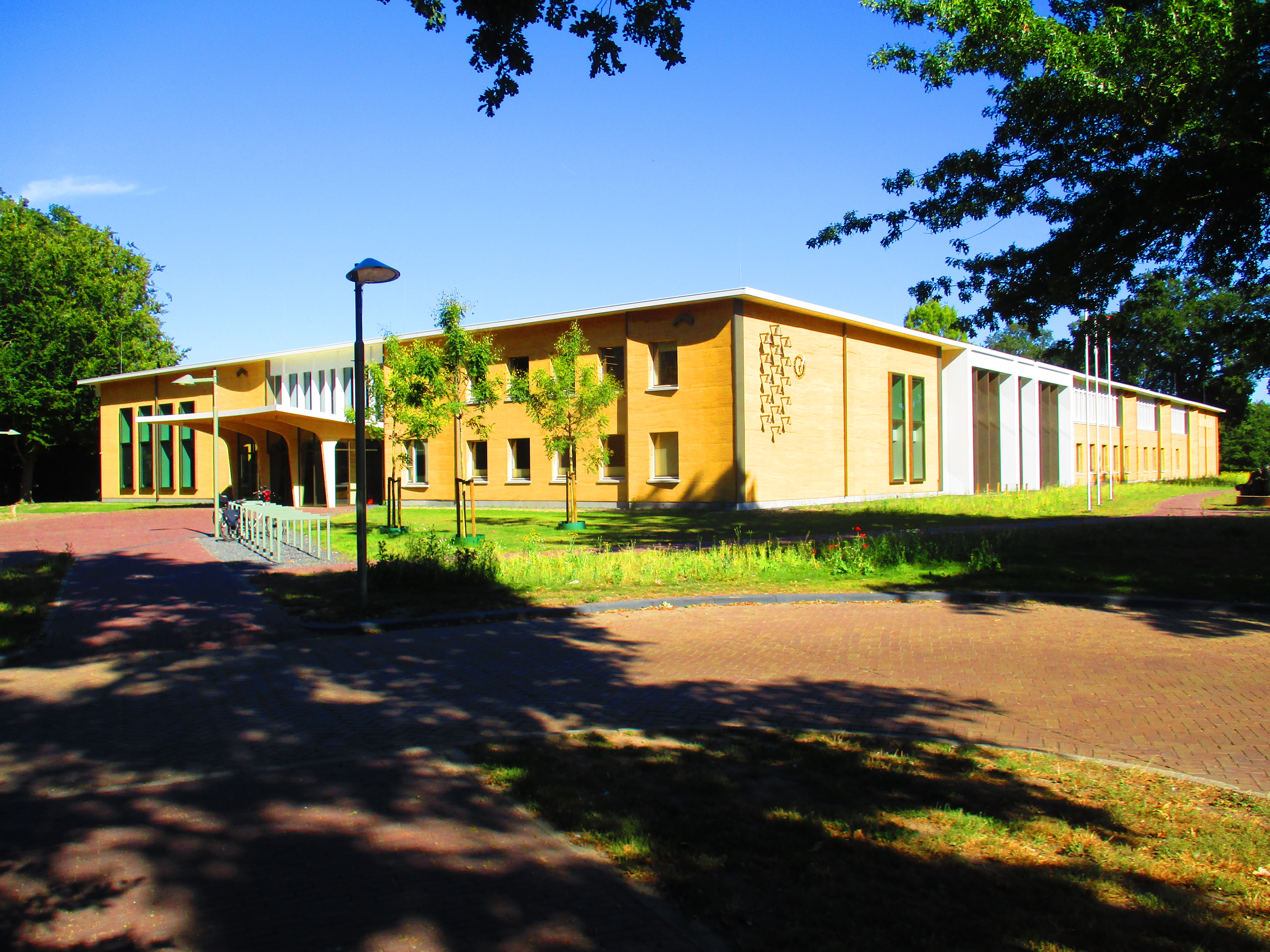
Huidige gemeentehuis

## Aangrenzende gemeenten
| Aangrenzende gemeenten | Aangrenzende gemeenten | Aangrenzende gemeenten | Aangrenzende gemeenten | Aangrenzende gemeenten |
| ---------------------- | ---------------------- | ---------------------- | ---------------------- | ---------------------- |
| Epe                    |                        |                        |                        | Olst-Wijhe (O)         |
|                        |                        |                        |                        |                        |
| Apeldoorn              | Deventer (O)           |                        |                        |                        |
|                        |                        |                        |                        |                        |
|                        |                        | Brummen                |                        | Lochem Zutphen         |